# Giro dell'Appennino

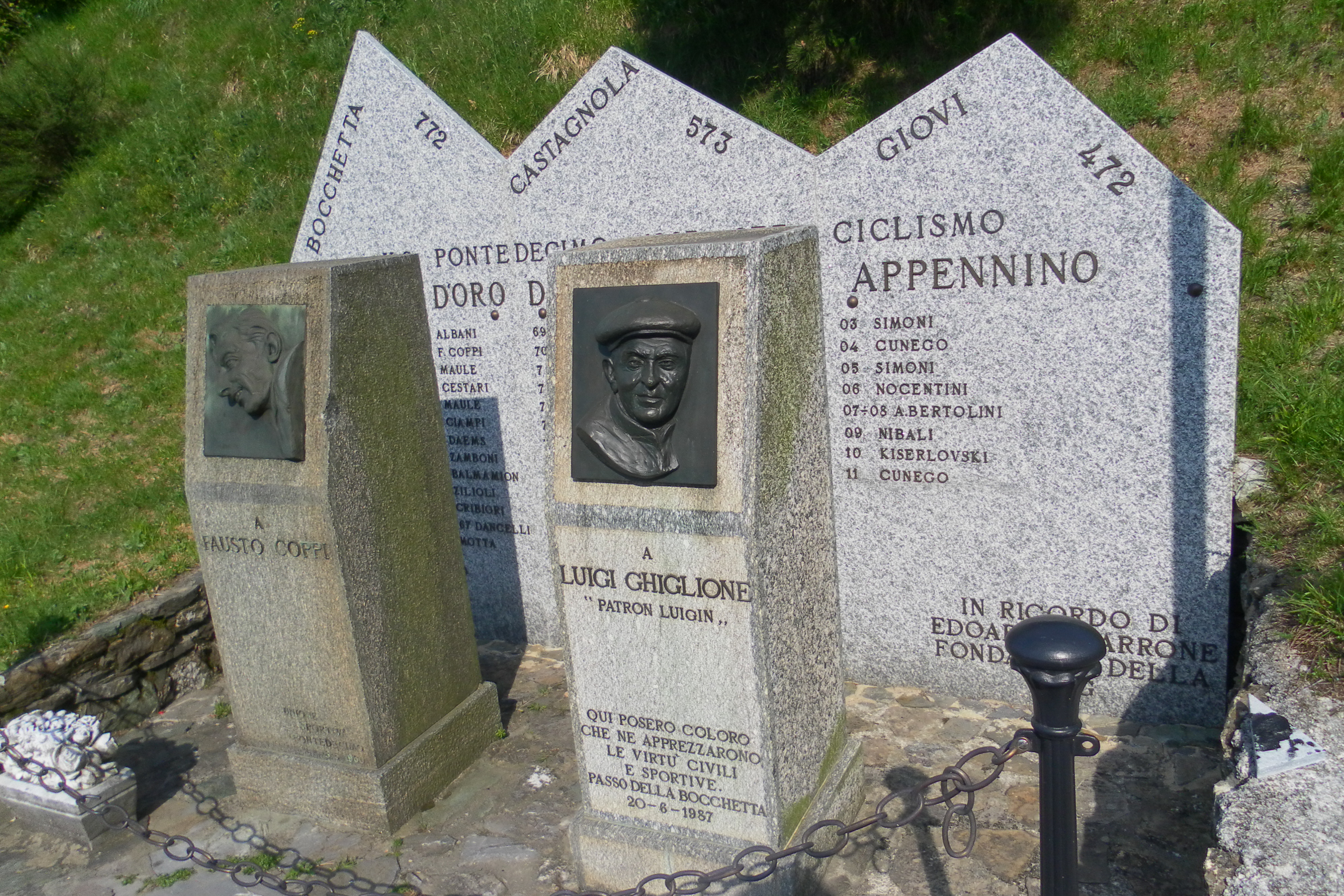
Minnesmärke över loppets segrare vid Passo della Bocchetta (2011) med stoder över Fausto Coppi (som var först över passet 1955, det första år det ingick i loppet, och sedan också först över mållinjen i Pontedecimo) och loppets grundare Luigi Ghiglione.

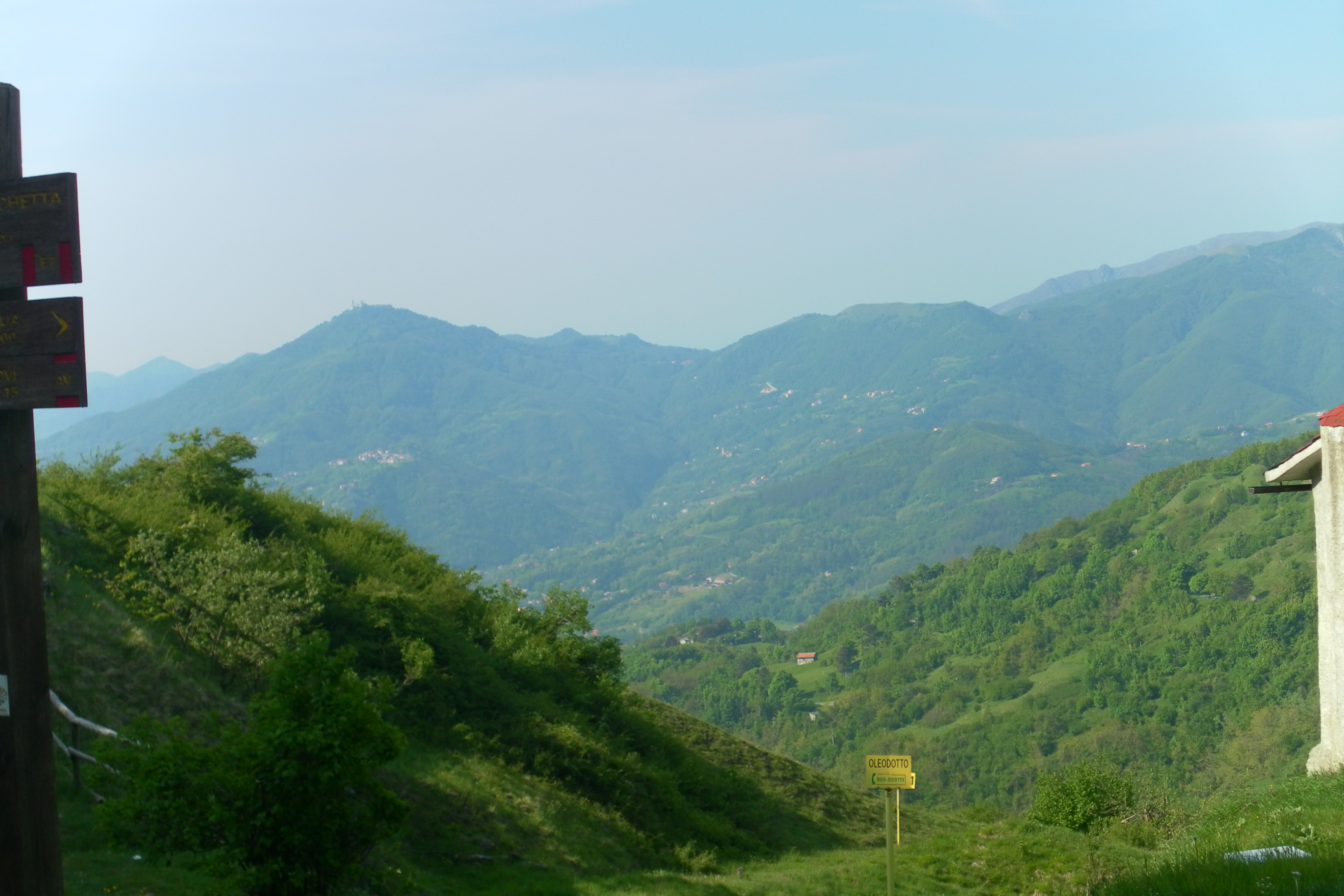
Utsikt från Passo della Bocchetta. Bergstoppen till vänster i bild är Monte Figogna.

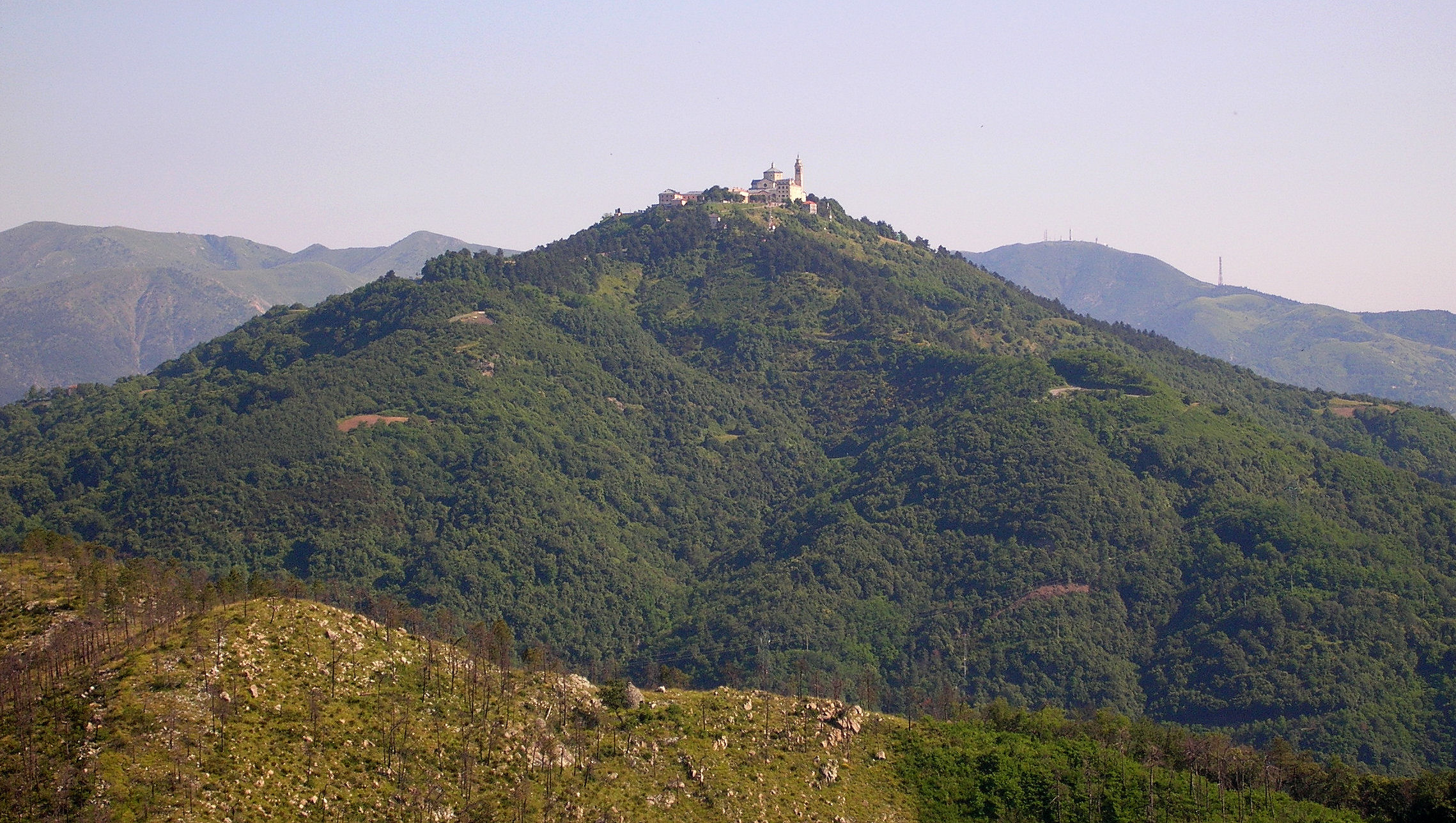
Monte Figogna med pilgrimskyrkan Santuario di Nostra Signora della Guardia på toppen.

Giro dell'Appennino, "Apenninerna runt", är ett italienskt endagslopp i landsvägscykling som avhållits årligen (utom under andra världskriget) i regionerna Ligurien och Piemonte sedan 1934. När UCI Europe Tour instiftades 2005 inkluderades loppet kategoriserat som 1.1. Giro dell'Appennino fungerade även som italienskt mästerskap 1972 och 1989. Från 1934 till 2005 låg både start och mål i Pontedecimo, en förort i norra delen av Genua, men sedan dess har loppet vanligen utgått från Novi Ligure och avslutats i Genua (starten har även legat i Serravalle Scrivia och Pasturana, medan målet legat i Chiavari). Loppets sträckning varierar år från år och dess profil är "småbergig" med klättringar som Passo della Bocchetta (8,3 km, 7,7 stigningsprocent) och Monte Figogna (7,2 km, 7,7 % från det ena hållet och 6,9 km, 7,9 % från det andra). Även loppets placering i kalendern varierar år från år och det har "hoppat runt" från april till september. .

## Podieplaceringar
| År   | Vinnare                   | Tvåa                        | Trea                  |
| ---- | ------------------------- | --------------------------- | --------------------- |
| 1934 | Augusto Como              | Giulio Campastro            | Luigi Cafferata       |
| 1935 | Augusto Como              | Mario De Benedetti          | Carlo Sbersi          |
| 1936 | Settimio Simonini         | Augusto Como Luigi Ferrando |                       |
| 1937 | Cino Cinelli              | Guerrino Tommasoni          | Augusto Como          |
| 1938 | Luigi Ferrando            | Achille Bucco               | Antonio Racca         |
| 1939 | Lorenzo Mazzarello        | Giovanni De Stefanis        | Fausto Coppi          |
| 1946 | Enrico Mollo              | Vittorio Rossello           | Egidio Feruglio       |
| 1947 | Alfredo Martini           | Egidio Feruglio             | Michele Motta         |
| 1948 | Settimio Simonini         | Severino Canavesi           | Vincenzo Rossello     |
| 1949 | Dino Rossi                | Renzo Soldani               | Pietro Giudici        |
| 1950 | Renzo Soldani             | Giancarlo Astrua            | Bortolo Bof           |
| 1951 | Rinaldo Moresco           | Giovanni Pettinati          | Franco Franchi        |
| 1952 | Giorgio Albani            | Giuseppe Minardi            | Rinaldo Moresco       |
| 1953 | Angelo Conterno           | Giovanni Pettinati          | Gianni Ghidini        |
| 1954 | Giorgio Albani            | Angelo Conterno             | Luigi Gabrioli        |
| 1955 | Fausto Coppi              | Bruno Monti                 | Aldo Moser            |
| 1956 | Cleto Maule               | Bruno Monti                 | Giuseppe Buratti      |
| 1957 | Aurelio Cestari           | Giancarlo Astrua            | Bruno Costalunga      |
| 1958 | Cleto Maule               | Idrio Bui                   | Noè Conti             |
| 1959 | Silvano Ciampi            | Walter Almaviva             | Nello Velucchi        |
| 1960 | Emile Daems               | Ercole Baldini              | Nino Defilippis       |
| 1961 | Adriano Zamboni           | Roberto Falaschi            | Federico Bahamontes   |
| 1962 | Franco Balmamion          | Gastone Nencini             | Idrio Bui             |
| 1963 | Italo Zilioli             | Diego Ronchini              | Adriano Durante       |
| 1964 | Franco Cribiori           | Gianni Motta                | Franco Balmamion      |
| 1965 | Michele Dancelli          | Guido De Rosso              | Vito Taccone          |
| 1966 | Michele Dancelli          | Italo Zilioli               | Adriano Passuello     |
| 1967 | Michele Dancelli          | Franco Bitossi              | Guido De Rosso        |
| 1968 | Gianni Motta              | Roberto Ballini             | Alberto Della Torre   |
| 1969 | Felice Gimondi            | Gianni Motta                | Tommaso De Pra        |
| 1970 | Gianni Motta              | Pierfranco Vianelli         | Italo Zilioli         |
| 1971 | Gösta "Fåglum" Pettersson | Fabrizio Fabbri             | Mauro Simonetti       |
| 1972 | Felice Gimondi            | Franco Bitossi              | Michele Dancelli      |
| 1973 | Italo Zilioli             | Gianni Motta                | Michele Dancelli      |
| 1974 | Giovanni Battaglin        | Enrico Paolini              | Giacinto Santambrogio |
| 1975 | Fabrizio Fabbri           | Walter Riccomi              | Mauro Simonetti       |
| 1976 | Francesco Moser           | Giovanni Battaglin          | Ronny De Witte        |
| 1977 | Gianbattista Baronchelli  | Mario Beccia                | Wladimiro Panizza     |
| 1978 | Gianbattista Baronchelli  | Alfio Vandi                 | Giuseppe Saronni      |
| 1979 | Gianbattista Baronchelli  | Mario Beccia                | Bernt Johansson       |
| 1980 | Gianbattista Baronchelli  | Mario Beccia                | Alfio Vandi           |
| 1981 | Gianbattista Baronchelli  | Alfio Vandi                 | Wladimiro Panizza     |
| 1982 | Gianbattista Baronchelli  | Franco Chioccioli           | Mario Beccia          |
| 1983 | Marino Lejarreta          | Emanuele Bombini            | Wladimiro Panizza     |
| 1984 | Mario Beccia              | Fabrizio Verza              | Wladimiro Panizza     |
| 1985 | Francesco Moser           | Alberto Volpi               | Marino Lejarreta      |
| 1986 | Gianni Bugno              | Francesco Moser             | Jens Veggerby         |
| 1987 | Gianni Bugno              | Alberto Volpi               | Pierino Gavazzi       |
| 1988 | Gianni Bugno              | Stefano Colagè              | Alberto Volpi         |
| 1989 | Moreno Argentin           | Gianni Bugno                | Giorgio Furlan        |
| 1990 | Flavio Giupponi           | Marco Lietti                | Antonio Fanelli       |
| 1991 | Dirk De Wolf              | Gianni Bugno                | Claudio Chiappucci    |
| 1992 | Claudio Chiappucci        | Leonardo Sierra             | Stefano Casagrande    |
| 1993 | Giuseppe Calcaterra       | Valerio Tebaldi             | Diego Trepin          |
| 1994 | Jevgenij Berzin           | Claudio Chiappucci          | Stefano Della Santa   |
| 1995 | Francesco Casagrande      | Davide Rebellin             | Wladimir Belli        |
| 1996 | Wladimir Belli            | Pavel Tonkov                | Gianni Faresin        |
| 1997 | Pavel Tonkov              | Daniele Nardello            | Massimo Podenzana     |
| 1998 | Pavel Tonkov              | Paolo Lanfranchi            | Davide Rebellin       |
| 1999 | Simone Borgheresi         | Pavel Tonkov                | Daniele De Paoli      |
| 2000 | Mauro Zanetti             | Eddy Mazzoleni              | Paolo Lanfranchi      |
| 2001 | Alexandr Shefer           | Raimondas Rumšas            | Sergej Gontjar        |
| 2002 | Giuliano Figueras         | Alexandr Shefer             | Faat Zakirov          |
| 2003 | Gilberto Simoni           | Marius Sabaliauskas         | Pavel Tonkov          |
| 2004 | Damiano Cunego            | Giuliano Figueras           | Rinaldo Nocentini     |
| 2005 | Gilberto Simoni           | Luca Mazzanti               | Przemyslaw Niemiec    |
| 2006 | Rinaldo Nocentini         | Luca Mazzanti               | Eddy Ratti            |
| 2007 | Alessandro Bertolini      | Kanstantsin Siŭtsoŭ         | Ruslan Pidhornyy      |
| 2008 | Alessandro Bertolini      | Eddy Ratti                  | Chris Froome          |
| 2009 | Vincenzo Nibali           | Leonardo Bertagnolli        | Marco Marzano         |
| 2010 | Robert Kišerlovski        | Domenico Pozzovivo          | Alessandro Bertolini  |
| 2011 | Damiano Cunego            | Emanuele Sella              | Luis Felipe Laverde   |
| 2012 | Fabio Felline             | Gianluca Brambilla          | Francesco Reda        |
| 2013 | Davide Mucelli            | Luca Mazzanti               | Ivan Rovnyj           |
| 2014 | Sonny Colbrelli           | Grega Bole                  | Miguel Ángel Rubiano  |
| 2015 | Omar Fraile               | Stefano Pirazzi             | Damiano Cunego        |
| 2016 | Sergey Firsanov           | Francesco Gavazzi           | Mauro Finetto         |
| 2017 | Danilo Celano             | Egan Bernal                 | Manuel Senni          |
| 2018 | Giulio Ciccone            | Amaro Antunes               | Fausto Masnada        |
| 2019 | Mattia Cattaneo           | Fausto Masnada              | Simone Ravanelli      |
| 2020 | Ethan Hayter              | Alessandro Covi             | Robert Stannard       |
| 2021 | Ben Hermans               | Valerio Conti               | Enrico Battaglin      |
| 2022 | Louis Meintjes            | Natnael Tesfatsion          | Georg Zimmermann      |
| 2023 | Marc Hirschi              | Cristián Rodríguez          | Henok Mulubrhan       |
| 2024 | Jan Christen              | Simone Velasco              | Diego Ulissi          |
| 2025 |                           |                             |                       |